# Deutsche Botschaftsschule Addis Abeba
Die Deutsche Botschaftsschule Addis Abeba – kurz DBSAA – ist eine Deutsche Auslandsschule in Addis Abeba in Äthiopien. Die Privatschule wird von einem Schulverein getragen und von der Bundesrepublik Deutschland finanziell und personell gefördert.

## Geschichte
Die Deutsche Schule Addis Abeba wurde 1955 als Begegnungsschule gegründet, nachdem Kaiser Haile Selassie – ein Jahr nach seinem Staatsbesuch in Deutschland – am 23. April 1955 mit einem für die Dauer von fünfzig Jahren gültigen Pachtvertrag (zu einem symbolischen Pachtzins von einem Äthiopischen Birr pro Jahr) das Gelände des ehemaligen Hotels „Nizza“ in der exklusiven Lage an der King-George-Street zur Verfügung gestellt hatte. Die Schule und das ihr angegliederte Internat standen von Anfang an den Landeskindern offen. Bereits vor dem Zweiten Weltkrieg hatte sich ein am 29. September 1926 gegründeter „Deutsch-Abessinischer-Schulverein e.V.“ um die Einrichtung einer deutschen Schule in Addis Abeba bemüht, allerdings ohne Erfolg. Da das Hotel baufällig war und die räumliche Kapazität für die schnell wachsende Schülerzahl nicht ausreichte, entschloss sich die Bundesregierung schon Anfang 1957, die Neubaupläne des Schulträgers zu unterstützen und finanziell zu fördern. In vier Bauabschnitten entstand bis zum Schuljahr 1965/66 ein in jeder Hinsicht den damaligen pädagogischen Vorstellungen entsprechender Schulcampus. 
Nach der Entmachtung Kaiser Haile Selassies im Jahr 1974 kam es im Zuge der politischen Ausrichtung der Derg-Regierung unter Mengistu Haile Maryam auf einen „sozialistischen“ und „antiwestlichen“ Kurs zur Jahreswende 1977/78 zur gewaltsamen Besetzung und Beschlagnahme der Schulgebäude und dem Ausschluss der äthiopischen Schülerschaft. Für die deutschen Schüler und die sogenannten Drittstaatler wurde der Schulbetrieb auf dem Gelände der Deutschen Botschaft in provisorischen Unterrichtsräumen Anfang Februar 1978 wieder aufgenommen, womit sich das Ministry of Foreign Affairs mit Verbalnote vom 14. Februar 1978 einverstanden erklärte. Seitdem firmiert die Schule als Deutsche Botschaftsschule Addis Abeba (DBSAA). 
Die provisorische Unterbringung dauerte bis ins Jahr 2000. Die Mengistu-Regierung hatte im Zusammenhang mit dem Abschluss eines bilateralen Kulturabkommens im Juni 1989 der deutschen Seite als Kompensation für die enteigneten Schulgebäude ein Grundstück am Kebena-Bach im Stadtteil Aware für einen Neubau zur Verfügung gestellt; der Deutsche Bundestag entschied jedoch erst im Sommer 1995, für den Neubau 7,1 Millionen DM einzuplanen. Bundespräsident Roman Herzog vollzog im Sommer 1996 den symbolischen ersten Spatenstich, aber die Bauarbeiten zogen sich bis ins Jahr 2000 hin. Seitdem ist die Schule in räumlicher Hinsicht wieder selbständig. In einem Memorandum of Understanding wurde am 2. Mai 2007 zwischen dem äthiopischen Erziehungsministerium und der Deutschen Botschaft vereinbart, dass unter bestimmten Voraussetzungen wieder Kinder äthiopischer Staatsangehörigkeit in Kindergarten und Schule aufgenommen werden dürfen.
Die Schule ist gegliedert in Kindergarten, Grundschule, Sekundarstufe I und Sekundarstufe II. Sie führt zum Hauptschulabschluss, dem mittleren Abschluss (Realschulabschluss) sowie zum IB-Diplom (International Baccalaureate Diploma) als Äquivalent zum Abitur und der Berechtigung zum Studium an allen deutschen Universitäten.